# Lyonska nadbiskupija
Lyonska nadbiskupija (lat. Archidioecesis Lugdunensis, fr. Archidiocèse de Lyon), nadbiskupija i metropolija Katoličke Crkve u Francuskoj sa sjedištem u Lyonu. Utemeljio ju je oko 150. sv. Potin, koji je služio kao prvi lyonski biskup i bio jedan od mučenika lyonskih progona 177., koji se u zapisima Euzebija Cezarejskog i Grgura Tourskog smatra prvim spomenom kršćanstva na francuskom tlu. Lyonski nadbiskup nosi naslov primasa Galije, prvog čovjeka Crkve u Francuskoj. Nasljednik sv. Potina i drugi biskup Lyona bio je sv. Irenej. Lyon je u povijesti katoličanstva značajan kao mjesto održavanja dvaju ekumenskih sabora, 1245. i 1274.

## Vanjske poveznice
- Službene stranice (fr.)